# Gare de Gênes-Brignole
Pour les articles homonymes, voir Gênes (homonymie) et Brignole.
 (février 2017).
Si vous disposez d'ouvrages ou d'articles de référence ou si vous connaissez des sites web de qualité traitant du thème abordé ici, merci de compléter l'article en donnant les références utiles à sa vérifiabilité et en les liant à la section « Notes et références ».
La gare de Gênes-Brignole (en italien : stazione di Genova Brignole) est une importante gare ferroviaire de Gênes, capitale de la Ligurie, dans le Nord de l'Italie ; elle se trouve sur la Piazza Verdi dans le centre-ville à proximité de la Via di Montesano. La gare pour les trajets longue distance est la gare de Gênes-Piazza-Principe. Elle est utilisée par près de 60 000 voyageurs par jour et 22 millions par an.

## Histoire
La première gare fut construite en 1868, mais l'actuel bâtiment fut inauguré en 1905. En 1902, un projet fut présenté par l'ingénieur Giovanni Ottino qui prévoyait une construction de 105 mètres de long, divisée en trois bâtiments sur un axe central de symétrie.
L'architecture intègre des thèmes romantiques de style renaissance de l'école française d'architecture, réhaussée d'une abondante décoration. Les jambages et les charpentes du premier étage sont principalement blancs. La façade de style roman, donnant sur la Piazza Verdi, est ornée de stuc et de pierres provenant des carrières de Montorfano. Les murs des pièces intérieures sont décorés de fresques de De Servi, Berroggio et Grifo.
Le corps principal de la façade est dominé par un grand nombre de sculptures montrant des armoiries. L'horloge est entourée des armes de Rome à gauche et celles de Turin, à droite.

## Situation actuelle

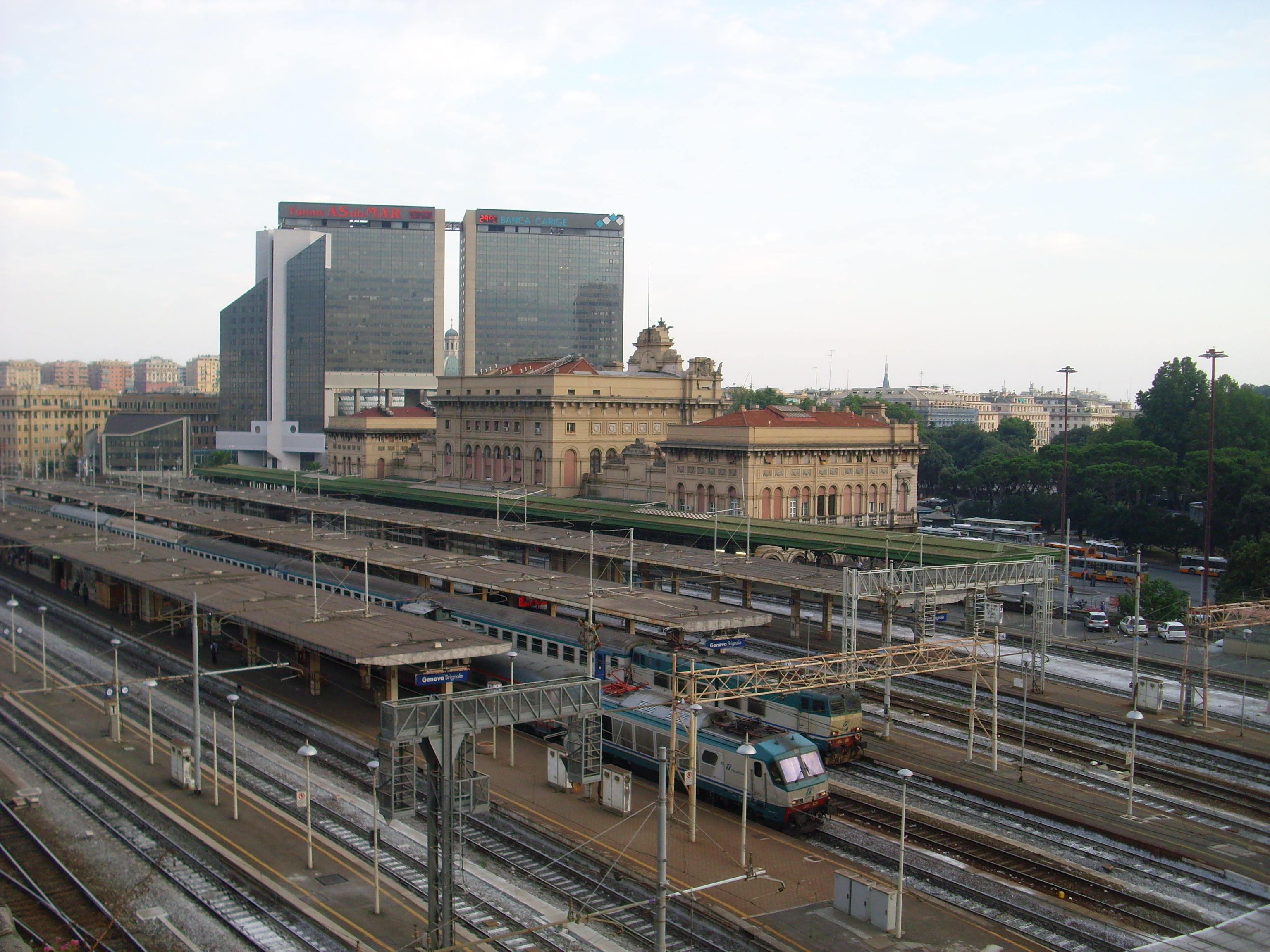
Les voies devant le bâtiment de la gare.

La gare se trouve sur la ligne menant à Pise et Rome. Des trains y partent pour Milan, Turin, et la frontière française jusqu'à la gare de Vintimille. Elle est desservie par plusieurs catégories de train :
- trains régionaux (Regionale) sur les lignes vers la Riviera Ligure (ouest et est), Gênes-Vintimille, Gênes-Pise, Gênes-Milan, Gênes-Turin, Gênes-Ovada.
- InterCity (IC) sur les lignes vers Vintimille et les connexions avec la Cote d'Azur et Paris (TGV Paris-Vintimille), vers Pise, Livourne et Rome, vers Milan en passant par Pavie, vers Turin en passant par Asti.
- Intercités de nuit (ICN Trenitalia) sur les lignes vers le Sud d'Italie.
- Frecciabianca (FB) sur les lignes Turin-Gênes-Rome, Milan-Gênes-Rome, Gênes-Rome.
- Frecciargento (FA AV Trenitalia) sur la ligne Gênes-Rome en passant sur la ligne grande vitesse à Florence.
- Frecciarossa (FR AV Trenitalia) sur la ligne Gênes-Milan-Venise en passant sur la ligne grande vitesse à Milan.

La gare se trouve sur plusieurs niveaux :
- au sous-sol : le chauffage central, les entrepôts et les équipements;
- en rez-de-chaussée : les guichets, les boutiques et les bureaux de la Ferrovie dello Stato (FS) ;
- en mezzanine : au niveau des quais, des restaurants, une salle d'attente et les bureaux locaux de la FS ;
- à l'étage: le siège social de la FS et des logements.

La gare comporte 9 quais voyageurs et 2 quais pour le fret. Elle est contrôlée par la Grandi Stazioni, filiale de FS, qui a repris le développement de grandes gares italiennes. Elle est desservie par les bus et un parking est aménagé.
Un souterrain permet la traversée des voies et le passage d'un quai à l'autre.
- Billetterie (guichet)
- Billetterie automatique
- Salle d'attente
- Entrepôt des bagages
- Police ferroviaire
- Bars
- Restaurants - Restauration rapide
- Boutiques
  -  Métro de Gênes (arrêt Brignole)
  -   Arrêts Bus et connexion VOLABUS avec l'aéroport international Cristoforo Colombo
  -   Station taxis

## Métro de Gênes
L'extrémité nord de la gare fut reconstruite et reliée en 2012 à la station du métro de Gênes, portant le nom de Brignole. La station de métro récemment construite offre un accès à des passages pour piétons vers le quartier voisin de Borgo Incrociati et partage une partie de son espace avec la gare ferroviaire. En 2013, des travaux en cours sont encore en cours pour repaver le souterrain et ouvrir de nouveaux espaces commerciaux dans les zones libérées par les précédents réaménagements.